# René Clemencic
René Clemencic (ur. 27 lutego 1928 w Wiedniu, zm. 8 marca 2022) – austriacki muzykolog, dyrygent, flecista, klawesynista i kompozytor.

## Życiorys
Uczył się gry na flecie prostym u Hansa Ulricha Staepsa i Johannesa Collette’a oraz na instrumentach klawiszowych u Ety Harich-Schneider. Ukończył muzykologię i filozofię na Uniwersytecie Wiedeńskim, studiował także w Collège de France i na Sorbonie. W 1958 roku założył zespół Musica Antiqua, specjalizujący się w wykonawstwie muzyki średniowiecznej i renesansowej na dawnych instrumentach, zaś w 1969 roku nowy zespół Clemencic Consort, rozszerzając repertuar o muzykę baroku i współczesną awangardę.
Opublikował pracę Alte Musikinstrumente (wyd. Frankfurt nad Menem, 1970). Komponował także własne utwory muzyczne wykonywane na instrumentach historycznych.